# 방까삐

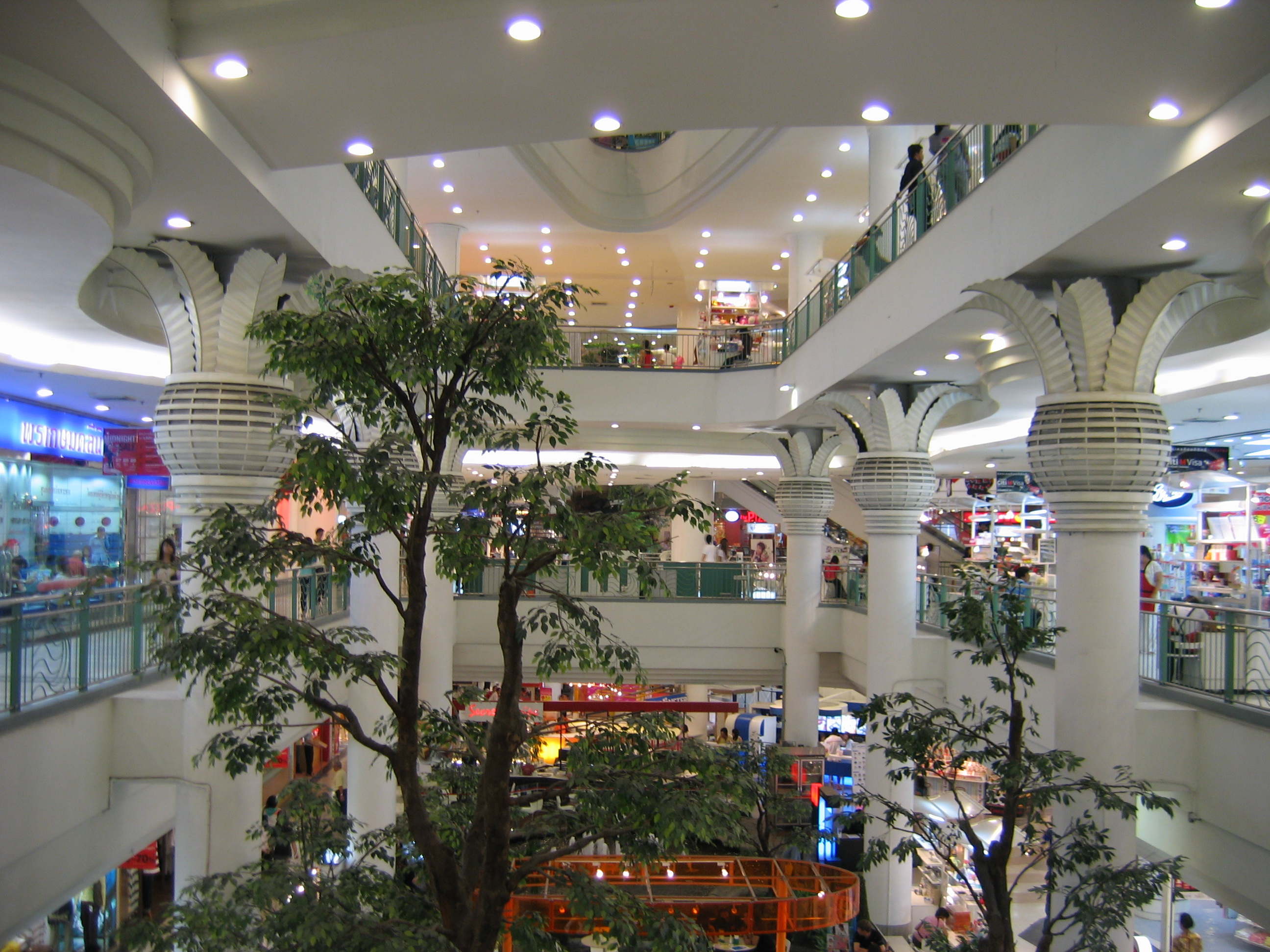

방까삐(บางกะปิ)는 방콕의 행정 구역이다. 이 지역의 총 인구 수는 2017년 기준으로 147800명이다. 인구 밀도는 5,181.78km2이다.

## 지명
방까삐라는 이름은 두 부분으로 구성된다. '방'은 태국 지명의 일반적인 접두사이며 대략 "해안가의 작은 마을"을 의미한다. '까삐'의 기원에 대해서는 여러 가지 설이 있다. 까삐라는 단어 자체는 태국어로 존재하며 "새우 페이스트"를 의미하는데, 이것이 유래되었을 가능성이 있다. 또 다른 가능성은 이 지역이 과거에는 숲이 우거져 있었고 많은 원숭이가 서식했기 때문에 "원숭이"를 의미하는 시적 단어인 kabi(كת/ гบ้่)에서 유래했다는 것이다. 마지막으로, 많은 무슬림이 이 지역에 정착했다는 사실 때문에 이슬람 남성이 착용하는 모자(taqiyah)를 뜻하는 태국어인 kapiyoh(كะป้มะห์)에서 유래했을 수도 있다.

## 행정 구역
| 1. | Khlong Chan | คลองจั่น |  |
| 2. | Hua Mak     | หัวหมาก |  |